# Мотике (Дрвар)
Мотике су насељено мјесто у Босни и Херцеговини, у општини Дрвар, које административно припада Федерацији Босне и Херцеговине. Према попису становништва из 2013. у насељу је живјело само 28 становника.

## Становништво
|           | 2013.       | 1991.       | 1981.       | 1971.        |
| Укупно    | 28 (100,0%) | 64 (100,0%) | 79 (100,0%) | 115 (100,0%) |
| Срби      | 27 (96,43%) | 64 (100,0%) | 78 (98,73%) | 114 (99,13%) |
| Непознато | 1 (3,571%)  | –           | –           | –            |
| Албанци   | –           | –           | 1 (1,266%)  | –            |
| Хрвати    | –           | –           | –           | 1 (0,870%)   |